# امیل پوتمانز
امیل پوتمانز (انگلیسی: Emiel Puttemans؛ زادهٔ ۸ october ۱۹۴۷ (۷۷ سال)) ورزشکار دو و میدانی اهل بلژیک است.